# Islas Tayandu
Las Islas Tayandu (o Islas Tayando, Pulau Tayando) son un grupo de islas bajas al oeste de las islas más grandes de Kai en las Molucas (Maluku), al este del país asiático de Indonesia. El grupo principal se compone de Tayando (con las aldeas de Yamru y Ohoiel), Walir, Heniar (con la aldea Tayando Yamtel) y varias islas más pequeñas-. Entre Walir y Taam (más al sur) esta Pulau Nusreen (5°42'14 "S, 132 °16'5" E) con una laguna arenosa. Manggur está más hacia el oeste con las islas Kur y Kaimeer al norte de ella.